# Aéroport international général Juan N. Álvarez
L'aéroport international général Juan N. Álvarez ou aéroport international d'Acapulco (en espagnol : Aeropuerto internacional general Juan N. Álvarez) (code IATA : ACA • code OACI : MMAA • code DGAC M. : ACA) est un aéroport se trouvant à 16 km d'Acapulco dans l'état du Guerrero, au Mexique. En 2009, plus de 800 000 passagers y ont transité, ce qui lui permet de se placer dans les 15 premiers aéroports du pays.

## Situation
| \| 500 km1:6 468 000 \| Acapulco Aguascalientes Huatulco Campeche Cancún Chetumal Chihuahua Ciudad · del Carmen Ciudad Juárez Ciudad · Obregón Ciudad · Victoria Colima Cozumel Culiacán Guanajuato Durango Guadalajara Hermosillo Ixtapa · Zihuatanejo La Paz San José · del Cabo Los Mochis Matamoros Mazatlán Mérida Mexicali Mexico B.J. Mexico F.A. Minatitlán Monterrey Morelia Nuevo · Laredo Oaxaca Playa · de Oro Puebla Puerto · Escondido Puerto · Vallarta Querétaro Reynosa San Luis · Potosí Tampico Tapachula Tepic Tijuana Toluca Torreón Tuxtla Gutiérrez Uruapan Veracruz Villahermosa Zacatecas |
| 500 km1:6 468 000 |

## Statistiques
Pour des raisons techniques, il est temporairement impossible d'afficher le graphique qui aurait dû être présenté ici.

Voir la requête brute et les sources sur Wikidata.

## Compagnies aériennes et destinations
| Compagnies         | Destinations                                                                 |
| ------------------ | ---------------------------------------------------------------------------- |
| Aeromar            | Mexico-B. Juárez                                                             |
| Aeroméxico         | Mexico-B. Juárez                                                             |
| Aeroméxico Connect | Mexico-B. Juárez                                                             |
| Air Transat        | En saison : Montréal (P.-E.-Trudeau)                                         |
| Interjet           | Mexico-B. Juárez, Toluca                                                     |
| Magni              | Monterrey-M. Escobedo                                                        |
| Sunwing Airlines   | En saison : Montréal (P.-E.-Trudeau), Toronto (Pearson)                      |
| TAR Aerolineas     | Guadalajara-M. Hidalgo y Costilla, Querétaro                                 |
| United Express     | En saison : Houston-George Bush                                              |
| VivaAerobus        | Monterrey-M. Escobedo                                                        |
| Volaris            | Guadalajara-M. Hidalgo y Costilla, Mexico-B. Juárez, Tijuana-A. L. Rodríguez |

Édité le 06/05/2019